# Lenguas salish del interior
Las lenguas salish del interior son una de las dos ramas principales de las lenguas salish habladas en el Suroeste de Canadá y Noroeste de los EE. UU.

## Comparación léxica
Los numerales en diferentes lenguas salish del interior son:
| GLOSA | Septentrional | Septentrional | Septentrional | Meridional         | Meridional    | Meridional | Meridional | Meridional | Tillamook | Tsamosano     | Tsamosano | Tsamosano | PROTO- SAL. INT.  |
| GLOSA | Lillooet      | Shuswap       | Thompson      | Columbia- Wenatchi | Coeur d'Alene | Okanagan   | Kalispel   | Spokane    | Tillamook | Alto Chehalis | Cowlitz   | Quinault  | PROTO- SAL. INT.  |
| ----- | ------------- | ------------- | ------------- | ------------------ | ------------- | ---------- | ---------- | ---------- | --------- | ------------- | --------- | --------- | ----------------- |
| '1'   | péleʔ         | nkʼúʔ         | péyeʔ         | náqs               | nékʼʷeʔ       | náqs       | nkʼʷúʔ     | nkʼʷúʔ     | hikíʔ     | ʔo.́cʼs        | ʔúcʼs     | páwʼ      | *nkʼúʔ            |
| '2'   | ʔénʼwes       | səséle        | seyé          | tqʼáwʼs            | ʔésəl         | ʔasíl      | ʔesél      | ʔesél      | séli      | sáli          | sáliʔ     | sáli      | *(ʔe)sáli         |
| '3'   | keɬés         | kəɬés         | keʔɬés        | káʔɬas             | číʔɬes        | kaʔɬís     | čeʔɬé(s)   | čeʔɬés     | čénet     | čáʔɬi         | káʔɬiʔ    | čáʔɬa     | *kaʔɬás~ *čaʔɬás* |
| '4'   | x̩ʷʔúcin       | mús           | mús           | músəs              | mús           | mús        | mús        | mús        | wús       | mús           | mús       | mús       | *mús              |
| '5'   | cílkst        | cílkst        | cíykst        | cílkst             | cíl(čt)       | cílkst     | cíl        | cíl        | cʼxʷə́s    | cílačs        | čílačš    | cílaks    | *cíl-kst          |
| '6'   | ƛʼéqʼəmʼst    | təqʼmékst     | ƛʼáqʼmekst    | x̩ʷcmákst           | téwʼše(čt)    | tʼáqʼəmkst | tʼáqʼən    | tʼáqʼn     | yə́lhači   | tʼax̩ə́m        | tʼax̩ə́m    | sítačʼə   | *tʼəqʼm-          |
| '7'   | cúɬekeʔ       | cúcɬkeʔ       | cúɬkeʔ        | síspʼlkʼ           | cúnčtəm       | síspʼəlkʼ  | síspʼəlʼ   | síspʼlʼčʼ  | tčʼú.s    | cʼó.ps        | cʼóps     | cʼóps     | *cʼu(p)ɬkʼ*       |
| '8'   | pélʔupst      | nkʼʷʔúʔkʼʷʔe  | piʔúps        | twínʼ              | heʔínʼəm      | tímɬ       | heʔénʼəm   | hʔénʼm     | tqé.či    | cámus         | cámus     | cámus     |                   |
| '9'   | qʼəmʼpélmən   | tmɬnkʷúkʼʷʔe  | təmɬpéyeʔ     | x̩x̩ənʼút            | x̩ax̩anʼút      | x̩x̩nʼút     | x̩x̩anʼút    | x̩x̩nʼút     | liyúʔ     | tə́wxʷ         | túwxʷ     | tə́ɡʷixʷ   | *təwixʷ           |
| '10'  | qʼə́mʼp        | ʔúpəkst       | ʔúpnekst      | x̩ə́ƛʼxəƛʼt          | ʔúpən(čt)     | ʔúpənkst   | ʔúpən      | ʔúpn       | ʔəhánčs   | pánačš        | pánačš    | pánaks    | *ʔu-pan-kst       |